# 聖母子と聖ドミニクス、聖トマス・アクィナス
『聖母子と聖ドミニクス、聖トマス・アクィナス』（せいぼしとせいドミニクス、せいトマス・アクィナス、伊: Madonna col Bambino tra i santi Domenico e Tommaso d'Aquino、露: Мадонна с Младенцем, святыми Домиником и Фомой Аквинским、英: Madonna and Child with St Dominic and St Thomas Aquinas）は、初期イタリア・ルネサンスの巨匠フラ・アンジェリコが1435年ごろ制作したフレスコ画の断片である。元来、画家が修道院長を務めていたフィエーゾレのサン・ドメニコ修道院のために描かれた。ナポレオンのイタリア占領中に修道院が廃止された後、このフレスコ画は壁から剥がされ、フィレンツェの美術商を通してロシアにもたらされた。現在は、サンクトペテルブルクのエルミタージュ美術館に所蔵されている。

## 作品
本作は、サン・ドメニコ修道院の参事会室、または修道院の寮に続く階段をあがったところを飾っていた。ほかにも、フラ・アンジェリコは、この修道院の高祭壇のための『フィエーゾレの祭壇画』 (サン・ドメニコ修道院、ロンドン・ナショナル・ギャラリー) と、食堂のための『哀悼者と聖ドミニクスのいる磔刑』 (ルーヴル美術館)  を描いている。
本作では、簡素な玉座に腰かける聖母マリアと幼子イエス・キリストの左側に聖ドミニクス、右側に聖トマス・アクィナスが立っている。このように聖母子を中心に複数の聖人が取り囲み、親密な会話を交わしている図像は「聖会話」と呼ばれている。2人の聖人は、ともにドミニコ会士の白と黒の修道服を纏っている。聖ドミニクスは童貞であることを示す白いユリと『聖書』を、胸に輝く星をつけた聖トマス・アクィナスは自身の著作『神学大全』を持っている。
本作に類似している1453年のフラ・アンジェリコのフレスコ画『聖母子と聖ドミニクス、殉教者聖ペテロ』がコルトーナにあるサン・ドメニコ教会の扉の上に現存している。